# Chiến dịch CQ-88
Chiến dịch CQ-88 (tên đầy đủ là Chiến dịch Chủ quyền 1988) là một chuỗi các hoạt động quân sự trên biển Đông do Quân chủng Hải quân Nhân dân Việt Nam tiến hành từ năm 1978 đến năm 1988 nhằm thiết lập quyền kiểm soát đối với các thực thể địa lý tại quần đảo Trường Sa mà Việt Nam tuyên bố chủ quyền ở Biển Đông. Chiến dịch được tiến hành trong hoàn cảnh có 5 quốc gia và vùng lãnh thổ cùng tuyên bố chủ quyền đối với quần đảo Trường Sa và có các hành động chiếm đóng quân sự đối với một số thực thể địa lý tại quần đảo này.
Chiến dịch đầu tiên được khởi phát từ năm 1978 khi Quân đội Nhân dân Việt Nam phát hiện Quân Giải phóng Nhân dân Trung Quốc (PLA) có mưu đồ chiếm giữ các đảo, đá, rạn san hô, bãi ngầm thuộc quần đảo Trường Sa. Diễn biến chiến dịch được chia làm 3 giai đoạn:
- Giai đoạn 1977-1978: Hải quân Nhân dân Việt Nam giữ vững 5 đảo đã chiếm được từ tay Quân lực Việt Nam Cộng hòa và mở rộng quyền kiểm soát ra 4 đảo khác.
- Giai đoạn 1986-1987: Philippines và Malaysia cũng đưa lực lượng quân sự ra Trường Sa tranh chấp chủ quyền với Việt Nam. Trung Quốc bắt đầu đưa lực lượng lớn tàu chiến và máy bay xuống phía nam chuẩn bị chiếm đóng Trường Sa. Hải quân Việt Nam kiểm soát thêm 2 thực thể địa lý (Đảo Đá Tây và Bãi Thuyền Chài)
- Giai đoạn 1988-1989: Trung Quốc dùng sức mạnh quân sự cưỡng chiếm 7 thực thể địa lý. Việt Nam mở rộng kiểm soát thêm 10 thực thể địa lý. Xung đột vũ trang nổ ra tại khu vực tam giác Cô Lin - Len Đao - Gạc Ma
Kết thúc chiến dịch, phía Việt Nam mở rộng khu vực kiểm soát của mình lên 21 thực thể địa lý với 33 điểm đóng quân, kiểm soát một vùng nước rộng gần 100.000 km² biển. Philippines kiểm soát 7 thực thể địa lý, Malaysia kiểm soát 5 thực thể địa lý. Trung Quốc cưỡng chiếm 7 thực thể địa lý, gây ra tranh chấp căng thẳng trên Biển Đông kéo dài đến hiện nay.

## Tuyên bố chủ quyền ở quần đảo Trường Sa trước năm 1978

### Tuyên bố và xác lập chủ quyền của Việt Nam

#### Trước năm 1975
Việt Nam tuyên bố chủ quyền đối với quần đảo Trường Sa dựa trên các luận cứ về hành động chiếm hữu thực tế, quản lý liên tục và hòa bình dưới các triều đại phong kiến. Việt Nam tuyên bố các sử liệu về sự công nhận của các giáo sĩ, nhà hàng hải từ các quốc gia châu Âu, các quốc gia trên thế giới về chủ quyền của Việt Nam đối với quần đảo này. Các sử liệu cổ của Việt Nam ghi chép rằng các địa danh như Bãi Cát Vàng, Hoàng Sa, Vạn Lý Hoàng Sa, Đại Trường Sa hoặc Vạn Lý Trường Sa đã thuộc lãnh thổ của Việt Nam từ thế kỉ 17 và sớm hơn.
Năm 1884, Pháp chiếm toàn bộ Đông Dương làm thuộc địa, trong đó có Việt Nam và tiếp nhận quản lý quần đảo Trường Sa. Tháng 7-1927, Pháp cho tàu khảo sát quần đảo Trường Sa. Tháng 4-1930, hải quân Pháp treo quốc kỳ Pháp lên đảo Trường Sa Lớn. Ngày 23-9-1930, Pháp thông báo cho các cường quốc khác rằng họ đã làm chủ quần đảo Trường Sa. Tất cả các nước được thông báo (trừ Nhật Bản) đều không đưa ra tuyên bố phản đối nào. Ngày 21-12-1933, Thống đốc Nam Kỳ Jean-Félix Krautheimer ký Nghị định số 4702-CP sáp nhập số đảo trên và "các đảo phụ thuộc" vào địa phận tỉnh Bà Rịa thuộc Liên bang Đông Dương.
Trong Chiến tranh thế giới thứ hai, Đế quốc Nhật Bản thiết lập quyền quản lý quần đảo Trường Sa. Sau khi Nhật Bản thua trận trong Chiến tranh thế giới thứ hai, ngày 8-9-1951, Nhật Bản ký vào Hiệp ước San Francisco trong đó có đoạn Nhật cam kết từ bỏ mọi quyền đối với quần đảo Trường Sa. Cũng tại Hội nghị San Franciso, Thủ tướng kiêm Ngoại trưởng Trần Văn Hữu của Quốc gia Việt Nam đã tuyên bố rằng hai quần đảo Hoàng Sa và Trường Sa là lãnh thổ Việt Nam (thuộc Liên hiệp Pháp). Không một đại biểu nào trong hội nghị phản đối tuyên bố này.
Năm 1954, theo Hiệp định Genève, lãnh thổ và các vùng biển ở Việt Nam nằm ở phía nam vĩ tuyến 17 do Liên hiệp Pháp kiểm soát. Ngày 1-6-1956, Ngoại trưởng Việt Nam Cộng hòa Vũ Văn Mẫu tái khẳng định chủ quyền của Việt Nam đối với Trường Sa và Hoàng Sa. Từ năm 1961 đến năm 1963, bia chủ quyền của Việt Nam đã được dựng tại các đảo Trường Sa, An Bang, Thị Tứ, Loại Ta, Song Tử Đông và Song Tử Tây. Ngày 6-9-1973, Bộ Nội vụ Việt Nam Cộng hòa ban hành Nghị định số 420-BNV/HCĐP/26 sáp nhập một số đảo chính và các đảo phụ cận vào xã Phước Hải, quận Đất Đỏ, tỉnh Phước Tuy (nay thuộc tỉnh Bà Rịa – Vũng Tàu). Tháng 2 và tháng 3-1974, Quân đội Việt Nam Cộng hòa tiến hành Chiến dịch Trần Hưng Đạo 48 đưa quân bảo vệ các đảo Song Tử Tây, Sơn Ca, Nam Yết, Sinh Tồn và Trường Sa Lớn trên quần đảo Trường Sa.

#### Sau năm 1975
Từ ngày 14 đến ngày 28-4-1975, các lực lượng hải quân của Mặt trận Dân tộc Giải phóng miền Nam Việt Nam và Việt Nam Dân chủ Cộng hòa đã tiến hành Chiến dịch Trường Sa và các đảo trên Biển Đông, Quân đội Việt Nam Cộng hòa đầu hàng và Việt Nam tiếp tục việc chiếm giữ các đảo Song Tử Tây, Sơn Ca, Nam Yết, Sinh Tồn và Trường Sa Lớn trên quần đảo Trường Sa. Ngày 12-5-1977, Chính phủ nước Cộng hòa Xã hội Chủ nghĩa Việt Nam ra tuyên bố về lãnh hải, vùng tiếp giáp, vùng đặc quyền kinh tế và thềm lục địa của Việt Nam. Trong đó có tuyên bố chủ quyền không tranh cãi của Việt Nam đối với các quần đảo Hoàng Sa và Trường Sa. Nhân sự kiện Liên Hợp Quốc thông qua Công ước về luật biển năm 1982, ngày 12-11-1982 Chính phủ nước Cộng hòa Xã hội Chủ nghĩa Việt Nam ra tuyên bố về đường cơ sở dùng để tính chiều rộng lãnh hải Việt Nam và tái khẳng định chủ quyền của Việt Nam đối với các quần đảo Hoàng Sa và Trường Sa.

### Tuyên bố đường 9 đoạn của Trung Quốc

#### Tuyên bố của Trung Hoa Dân Quốc (Đài Loan)
Trung Hoa Dân Quốc cho rằng quần đảo Trường Sa đã từng là một phần của Trung Quốc trong gần 2.000 năm và đưa ra các đoạn trích trong các thư tịch cổ cũng như các bản đồ từ thời nhà Hán, nhà Đường, nhà Tống, nhà Nguyên, nhà Thanh mà theo họ là có nhắc tới quần đảo Trường Sa. Hiện vật khảo cổ như những mảnh đồ gốm Trung Quốc và tiền cổ được tìm thấy ở đó cũng được Trung Quốc sử dụng nhằm chứng minh cho tuyên bố của mình.
Sau sự kiện Pháp tiếp quản quyền chiếm hữu quần đảo Trường Sa từ tay Nhà Nguyễn, vào năm 1933, Trung Hoa Dân quốc đã vẽ lại các bản đồ Trung Quốc, theo đó mở rộng đường giới hạn (vẽ bằng nét liền) tại biển Đông xuống khu vực giữa vĩ tuyến 7° Bắc và vĩ tuyến 9° Bắc nhằm tuyên bố rằng quần đảo Trường Sa là thuộc về Trung Quốc. Tháng 2-1948, Cục Phương vực thuộc Bộ Nội chính Trung Hoa Dân quốc phát hành tập "Bản đồ khu vực hành chính Trung Hoa Dân quốc" với phụ lục "Bản đồ vị trí các đảo Nam Hải" có vẽ đường 11 đoạn ám chỉ chủ quyền biển của Trung Quốc lên hơn 75% diện tích Biển Đông, bao trùm lên bốn nhóm quần đảo, bãi ngầm lớn trên biển Đông là quần đảo Hoàng Sa, quần đảo Trường Sa, quần đảo Đông Sa và bãi Macclesfield. Năm 2003, người đứng đầu chính quyền Đài Loan Tổng thống Trần Thủy Biển đã tuyên bố từ bỏ yêu sách này.

#### Trung Quốc chuẩn bị chiếm Trường Sa
Cộng hòa Nhân dân Trung Hoa sau khi thành lập năm 1949 vẫn xác định cương vực trên biển Đông dựa theo "đường mười một đoạn" của Trung Hoa Dân quốc, đến năm 1953 thì bỏ hai đoạn trong vịnh Bắc Bộ, trở thành "đường 9 đoạn". (Ngày 12 tháng 7 năm 2016, tại Tòa Trọng tài Thường trực Quốc tế (PCA) ở The Hague, Hà Lan đã bác bỏ tuyên bố này của Trung Quốc, phía Trung Quốc nói phán quyết “không có giá trị” vìToà trọng tài không có quyền tài phán đối với chủ quyền các quốc gia). Sau khi đánh chiếm quần đảo Hoàng Sa từ tay Việt Nam Cộng hòa vào năm 1956 và 1974, Trung Quốc tích cực chuẩn bị chiếm quần đảo Trường Sa cả về pháp lý và quân sự.
Trong phiên đàm phán đầu tiên giữa Việt Nam và Trung Quốc về chủ quyền lãnh thổ sau Chiến tranh 1979, ngày 30-4-1979, Trung Quốc đưa ra tuyên bố đòi Việt Nam phải thừa nhận các quần đảo Hoàng Sa và Trường Sa là "một bộ phận không thể tách rời của lãnh thổ Trung Quốc" và Việt Nam phải rút quân ra khỏi các đảo thuộc quần đảo Trường Sa như điều kiện tiên quyết để bình thường hóa quan hệ. Phía Việt Nam bác bỏ yêu sách này. Trong vòng 2 được tổ chức ở Bắc Kinh vào tháng 6-1979, Trung Quốc tiếp tục đưa ra các luận điểm này, sau khi không đạt được các yêu sách chủ quyền, họ đã bỏ các cuộc đàm phán, mặc dù phía Việt Nam nhiều lần đề nghị nối lại các vòng đàm phán tiếp theo.
Từ năm 1980, Tư lệnh Hải quân Trung Quốc Lưu Hoa Thanh đã tăng cường binh lực cho Hạm đội Nam Hải. Hơn 30 tàu khu trục, tàu hộ vệ tên lửa, tàu pháo, tàu phóng lôi, tàu vớt mìn, tàu đổ bộ, tàu vận tải và tàu ngầm đã được tăng cường xuống căn cứ Trạm Giang. Các bến tàu như Du Lâm, Tam Á, Hải Khẩu và sân bay Linh Thủy trên đảo Hải Nam được nâng cấp thành các căn cứ quân sự và hậu cần. Hải quân Trung Quốc đã thành lập lực lượng lính thủy đánh bộ đầu tiên (Lữ đoàn 1) và tích cực tập luyện tác chiến phối hợp hải - lục - không quân.
Tháng 1-1980, các máy bay ném bom H-6 của Trung Quốc đã bay tuần tra trên quần đảo Trường Sa. Tháng 4-1982, Trung Quốc gây ra vụ đụng độ với tàu hải quân Việt Nam ở Tây Bắc quần đảo Hoàng Sa gần cửa vịnh Bắc Bộ nhằm thăm dò thực lực của Hải quân Việt Nam. Tuy nhiên, vào thời điểm 1980-1985, Liên Xô đã duy trì một lực lượng hải quân và không quân rất mạnh ở căn cứ Cam Ranh nên Trung Quốc chưa mạo hiểm động binh đánh lớn.

### Tuyên bốNhóm đảo Kalayaanvà các hoạt động chiếm đảo của Philippines
Philippines dựa trên các luận điểm đất vô chủ (terra nullius) và khoảng cách địa lý gần với các đảo chính của nước này để tuyên bố chủ quyền đối với Nhóm đảo Kalayaan, bao gồm tới 85% số thực thể địa lý ở quần đảo Trường Sa. Năm 1978, Tổng thống Philippines Ferdinand Marcos ký Sắc lệnh số 1596 quy định phần lớn các thực thể địa lý ở Kalayaan đều nằm trên rìa lục địa của quần đảo Philippines.
Lợi dụng quân đội Mỹ và quân đội Sài Gòn đang đối phó với Chiến dịch Xuân Mậu Thân của Quân Giải phóng miền Nam Việt Nam, Philippines đưa một trung đội bộ binh (40 lính) chiếm đảo Thị Tứ, đảo lớn thứ hai ở quần đảo Trường Sa. Năm 1983, Philippines khởi công xây dựng sân bay ở đảo này và đưa dân ra đây sinh sống. Cũng trong năm 1968, Philippines chiếm đảo Song Tử Đông. Năm 1984, Philippines xây một ngọn đèn biển tại Song Tử Đông.
Đến năm 1970, quân đội Philippines đã tổ chức chiếm giữ đảo Loại Ta, đảo Bến Lạc, đảo Bình Nguyên, đá Cá Nhám và cồn An Nhơn. Trong đó, Bến Lạc (Đảo Dừa) là đảo lớn thứ ba và Loại Ta là đảo lớn thứ 10 ở quần đảo Trường Sa. Gần một năm sau, thế giới mới biết đến các cuộc hành quân này của quân đội Philippines. Năm 1974, quân đội Philippines tiếp tục chiếm đóng thêm đảo Vĩnh Viễn. Năm 1980, Philippines tiếp tục chiếm đóng đá Công Đo.

### Tuyên bố của Malaysia
Trước năm 1983, Malaysia chỉ tuyên bố về chủ quyền của mình trên biển bằng các văn bản, giấy tờ, bản đồ. Trong các năm 1966 và 1969, Malaysia đã thông qua Đạo luật về Thềm lục địa quốc gia. Ngày 3-2-1971, Đại sứ quán Malaysia tại Sài Gòn gửi công hàm cho Bộ Ngoại giao Việt Nam Cộng hòa để chất vấn về việc sở hữu hay yêu sách các "đảo" nằm trong khoảng giữa vĩ tuyến 9° Bắc và kinh tuyến 112° Đông "thuộc" lãnh thổ nước Cộng hòa Morac-Songhrati-Meads, một quốc gia không được quốc tế công nhận do Đại tá hải quân người Anh James George Meads lập ra vào thập niên 1870 tại khu vực quần đảo Trường Sa. Ngày 20-4-1972, Sài Gòn có công hàm trả lời khẳng định quần đảo Trường Sa thuộc chủ quyền của Việt Nam.
Năm 1979, Malaysia xuất bản một tấm bản đồ mang tựa đề "Bản đồ Lãnh hải và các ranh giới thềm lục địa" để xác định thềm lục địa và đưa ra yêu sách chủ quyền đối với tất cả các thực thể nổi lên từ thềm lục địa đó. Tháng 4 năm 1980, Malaysia tuyên bố yêu sách về vùng đặc quyền kinh tế nhưng không xác định ranh giới cụ thể. Chỉ đến năm 1983, Malaysia mới có hành động chiếm cứ thực thể địa lý ở quần đảo Trường Sa bằng lực lượng vũ trang.

## Lực lượng quân sự

### Việt Nam
Hải quân Nhân dân Việt Nam vào cuối những năm 1970 và những năm 1980 còn mỏng và yếu.
Chủ trương chiếm quần đảo Trường Sa của Trung Quốc đã hình thành ngay từ trước khi Quân đội Nhân dân Việt Nam phát động cuộc Tổng tấn công và nổi dậy mùa Xuân 1975. Ngay sau khi chiếm nhóm đảo Lưỡi Liềm (Nguyệt Thiềm), nhóm đảo phía Tây của quần đảo Hoàng Sa từ tay quân đội Sài Gòn vào năm 1974, Trung Quốc đã vạch tiếp kế hoạch chiếm Trường Sa. Kế hoạch này của Trung Quốc đã bị lực lượng tình báo Quân đội Nhân dân Việt Nam phát hiện. Ngày 9-4-1975, Tổng quân ủy Quân đội Nhân dân Việt Nam đã gửi Bộ Tư lệnh tiền phương Quân chủng Hải quân đặt tại Đà Nẵng một bức điện hỏa tốc tối mật:
| “              | Có tin đối phương chuẩn bị rút khỏi các đảo ở Trường Sa. Kiểm tra lại ngay và chỉ thị cho lực lượng hành động kịp thời theo phương án đã định. Nếu để chậm, có thể quân đội nước ngoài chiếm trước, vì hiện nay một số nước ngoài đang có ý đồ xâm chiếm. | ” |
| — Tổng Quân ủy | |   |

Trong các ngày 9-4-1975 đến 29-4-1975, Hải quân Nhân dân Việt Nam đã mở Chiến dịch Trường Sa và các đảo trên Biển Đông, thu hồi 5 đảo từ tay quân đội Sài Gòn gồm Song Tử Tây, Sơn Ca, Nam Yết, Sinh Tồn và Trường Sa Lớn. Việc Hải quân Nhân dân Việt Nam thu hồi và đóng giữ tại 5 đảo quan trọng này đã bước đầu ngăn chặn âm mưu thôn tính quần đảo Trường Sa của Trung Quốc.
Lực lượng chiến đấu chủ lực của Hải quân Việt Nam vào đầu năm 1975 là 2 tàu hộ vệ chống ngầm lớp Petya II có lượng dãn nước tối đa 1.150 tấn, trang bị 4 pháo 76 mm, 4 dàn rốc két chống ngầm và 5 ống thả thủy lôi chống ngầm. Đây là lớp tàu chạy bằng tua bin khí được chế tạo từ năm 1959 nên vào những năm 1980, nhiên liệu khí đốt là vấn đề rất lớn đối với Hải quân Việt Nam. Năm 1975, Liên Xô đã viện trợ cho Việt Nam 4 tàu tên lửa cao tốc lớp Osa III có lượng dãn nước 209 tấn, mỗi tàu được trang bị 4 tên lửa đối hạm P-15 Termit và 2 pháo phòng không AK-230. Các tàu này cùng với 6 Tàu phóng lôi lớp Turya, 2 Tàu quét mìn lớp Sonya và 2 tàu đổ bộ lớp LCU-1466 hợp thành Hạm đội cơ động 171 (nay là Lữ đoàn 171), lực lượng dự bị chiến lược của quân chủng. Trong các chiến dịch tại quần đảo Trường Sa từ năm 1978 đến năm 1988, Hạm đội 171 làm nhiệm vụ yểm hộ phía sau, đề phòng Hải quân Trung Quốc đánh vào vùng thềm lục địa ngoài khơi Nam Bộ, nơi có các công trình kinh tế kỹ thuật dầu-khí đang hoạt động.
Lực lượng chủ lực thứ hai của Quân chủng Hải quân Việt Nam là Lữ đoàn 172 (Hạm đội cơ động 172) gồm 4 tàu tên lửa Osa III mới được viện trợ gồm HQ-358, HQ-359, HQ-360, HQ-361; 4 tàu phóng lôi Turya gồm HQ-331, HQ-333, HQ-334, HQ-335; 2 tàu quét mìn Sonya HQ-861, HQ-816; 2 tàu cá có vũ trang HQ-669, HQ-670 và 2 tàu đổ bộ LCU 455, LCU 458. Lữ đoàn 172 có nhiệm vụ bảo vệ Vịnh Bắc Bộ, vùng cửa vịnh Bắc Bộ và vùng biển duyên hải Bắc Trung Bộ.
Tham chiến trực tiếp tại Trường Sa trong các giai đoạn của chiến dịch là Vùng Duyên hải 4 của Quân chủng Hải quân. Hạm tàu chủ lực của Hải quân vùng 4 là tàu hộ tống HQ-07 thuộc Lớp tàu hộ tống Petya của Hạm đội 171 được phối thuộc cho đơn vị và tàu tuần dương HQ-01 (nguyên là chiếc HQ-15 Phạm Ngũ Lão, chiến lợi phẩm thu được từ Hải quân VNCH), các tàu quét mìn HQ-851 và HQ-852 lớp Yuka được sử dung như tàu pháo, các tàu vận tải đổ bộ lớp LST-542 HQ-501, LST-848 HQ-505 và LCU-556; các tàu vận tải có vũ trang nhẹ HQ-582, HQ-604, HQ-605, HQ-611, HQ-614, HQ-712.
Sau Trận Gạc Ma, Bộ Tư lệnh Hải Quân Nhân dân Việt Nam điều động thêm Lữ đoàn 172 (Hạm đội cơ động 172) vào bảo vệ duyên hải miền Trung; điều động Lữ đoàn 171 (Hạm đội cơ động 171) ra bảo vệ các cụm nhà dàn DK1 đang được xây dựng và các dàn khoan dầu ở thềm lục địa phía Nam do VietSo Petro đang vận hành.

### Trung Quốc
Sau khi Việt Nam thống nhất, quân đội Trung Quốc đã vạch một chiến lược khác để chiếm Trường Sa và tuyên bố chủ quyền ở Biển Đông. Thay vì chiến lược "đánh nhanh, thắng nhanh" như đã làm ở Hoàng Sa năm 1974, Trung Quốc thực hiện chiến lược "tằm ăn lá dâu". Việt Nam trở thành đối tượng tác chiến chủ yếu của quân đội Trung Quốc.
Tuy nhiên, từ năm 1978 đến năm 1986, Hải quân và Không quân Xô viết đã duy trì một lực lượng lớn ở căn cứ Cam Ranh của Việt Nam và phát huy sức mạnh trên khắp Biển Đông với hơn 50 máy bay quân sự các loại và trên 30 tàu chiến thuộc phân hạm đội phía Nam của Hạm đội Thái Bình Dương. Trong điều kiện ấy, Trung Quốc không dám động binh. Chỉ từ năm 1986, khi Mikhail Gorbachov trở thành Tổng Bí thư Đảng Cộng sản Liên Xô, thực hiện chính sách hòa hoãn với Mỹ, bình thường hóa quan hệ với Trung Quốc, khiến ảnh hưởng quân sự của Liên Xô trên Biển Đông suy giảm, Trung Quốc mới có điều kiện để tiếp tục thực hiện chiến lược chiếm Trường Sa.
Trong các hoạt động quân sự ở biển Đông từ các năm 1987 đến 1989, Trung Quốc đã huy động một lực lượng hải quân rất lớn gồm:
- Thế đội 1 có 1 tàu khu trục tên lửa, 7 tàu hộ vệ tên lửa, 2 tàu hộ vệ pháo, 2 tàu đổ bộ, 3 tàu vận tải hỗ trợ LSM, 1 tàu trinh sát điện tử giả danh tàu nghiên cứu, quan trắc dân sự (chiếc Hải Dương 04), 2 tàu kéo và 1 phao bè lớn (Ponton).
- Thế đội 2 có các lực lượng chủ yếu của Hạm đội Nam Hải đóng tại các căn cứ Trạm Giang (Sở chỉ huy hạm đội), Hải Khẩu, Tam Á, Ngang Thuyền Châu (cạnh Hồng Kông) gồm 4 tàu khu trục, 6 tàu hộ vệ tên lửa, 3 tàu pháo, 5 tàu phóng lôi, 4 tàu đổ bộ, 2 tàu vớt mìn, 4 tàu vận tải, 2 phao bè, Lữ đoàn Hải quân đánh bộ số 1, 1 phi đội máy bay ném bom chiến lược tầm xa H-6, 2 trung đoàn không quân hỗn hợp đóng tại Du Lâm và Linh Thủy.[5]

Lực lượng Hải quân Trung Quốc trực tiếp tham gia xung đột quân sự tại tam giác Gạc Ma - Len Đao - Cô Lin có 3 tàu hộ vệ tên lửa, 2 tàu pháo, 1 tàu đổ bộ và một số tàu, thuyền hậu cần đảm bảo.

### Philippines
Trước năm 1975, Hải quân Philippines có lực lượng mỏng yếu, chỉ gồm 4 tàu hộ tống hạng nhẹ và một số tàu tuần duyên bảo vệ vùng lãnh hải ven bờ. Trong Chiến dịch Mùa Xuân 1975, Hải quân của quân đội Sài Gòn là quân chủng tham gia rất hạn chế vào các hoạt động quân sự. Phần lớn các chiến hạm quan trọng của Hải quân Việt Nam Cộng hòa đã bỏ chạy sang cảng Subich của Philippines như:
- Tàu khu trục HQ-01 Trần Hưng Đạo, Soái hạm của Hải quân Việt Nam Cộng hòa bỏ chạy sang Philipines ngày 29-4-1975, được Mỹ giao cho Philippines sử dụng. Trong những năm 1981-1988, tàu khu trục này trở thành Soái hạm của Hải quân Philippines với tên gọi BRP Rajah Lakandula (PF-4).
- Tàu khu trục HQ-02 Trần Quang Khải bỏ chạy sang Philippines tháng 4-1975 được Mỹ trao cho Philippines sử dụng với tên gọi "BRP Diego Silang (PF-9)"
- Tàu tuần dương HQ-06 Trần Quốc Toản trở thành chiến hạm "Andrés Bonifacio" của Hải quân Philippines.
- Tàu tuần dương HQ-03 Trần Nhật Duật bỏ chạy sang Philippines và được Mỹ giao cho Philippines sử dụng từ ngày 5-4-1976.
- Tàu tuần dương HQ-05 Trần Bình Trọng bỏ chạy sang Philippines sau Hải chiến Hoàng Sa 1974 được Mỹ giao cho Philippines sử dụng với tên gọi mới là "RPS Francisco Dagohoy (PF-10)".
- Tàu tuần dương HQ-16 Lý Thường Kiệt sau khi bại trận trong Hải chiến Hoàng Sa 1974 đã di tản sang Subich để sửa chữa và bị Philippines chiếm giữ sau ngày 30-4-1975, được đưa vào biên chế của Hải quân Philippines ngày 5-4-1976 với tên gọi BRP Andrés Bonifacio (PF-7).

Ngoài ra, còn có Tàu hộ vệ HQ-07 Đống Đa, Tàu hộ vệ HQ-08 Chi Lăng, Tàu hộ vệ HQ-11 Chí Linh, Tàu hộ vệ HQ-12 Ngọc Hồi, Tàu hộ vệ HQ-14 Vạn Kiếp và hàng trăm tàu pháo, tàu vớt mìn, tàu tuần duyên, tàu vận tải của Hải quân Việt Nam Cộng hòa đã bỏ chạy sang Philippines và bị nước này chiếm giữ. Nhờ số tài sản quân sự khổng lồ thu giữ được từ Hải quân Việt Nam Cộng hòa, trong thập niên 1980 của thế kỷ XX, Philippines đột ngột nổi lên thành một cường quốc khu vực Biển Đông về hải quân. Dựa trên cơ sở lực lượng này, từ năm 1978, Philippines bắt đầu có những yêu sách mạnh mẽ về chủ quyền trên Biển Đông.

### Malaysia
Mặc dù là quốc gia tiếp giáp hai đại dương nhưng trong những năm 1980-1990, Malaysia vẫn không có hải quân đủ mạnh. Quân số của Hải quân Hoàng gia Malaysia chỉ khoảng 10.000 người. Chiến hạm chủ lực của Hải quân Malaysia là Tàu khu trục Hang Tuah có lượng dãn nước 2.337 tấn đã qua tay Anh và Ghana sử dụng. Malaysia cũng có tàu hộ tống Rahmat mua lại của Hải quân Hoàng gia Thái Lan, lượng dãn nước 1.600 tấn cùng cặp tàu đổ bộ Sri Indera Sakti và Mahawangsa có lượng dãn nước 4.300 tấn mỗi chiếc. Ngoài ra, Malaysia còn có 7 tàu đổ bộ kiểu LST, 8 tàu tuần duyên có lượng dãn nước dưới 400 tấn và một số tàu phóng lôi dưới 100 tấn. Năm 1983, Hải quân Malaysia được trang bị một số tên lửa chống tàu Exocet MM38 mua của Pháp lắp trên các tàu khu trục và tàu hộ tống, biến chúng thành các tàu hộ vệ tên lửa có sức chiến đấu khá cao. Malaysia đòi hỏi chủ quyền đối với 27 thực thể địa lý ở phía Nam Biển Đông, trong đó có 12 thực thể địa lý nằm trong khu vực Trường Sa.

## Diễn biến

### Giai đoạn 1977-1978
Trong Chiến dịch Trường Sa và các đảo trên Biển Đông, từ ngày 9 đến ngày 29-4-1975, Hải quân Nhân dân Việt Nam đã sử dụng 3 tàu vận tải có vũ trang nhẹ T673, T674, T675, vận chuyển 1 Đại đội Đặc công thủy của Lữ đoàn 126, 1 Đại đội hỏa lực của Tiểu đoàn bộ binh 471 bộ đội Địa phương quân khu V ra quần đảo Trường Sa, thu hồi 5 đảo Song Tử Tây, Sơn Ca, Nam Yết, Sinh Tồn và Trường Sa Lớn.
Tháng 2 năm 1978, Philippines bất ngờ cho quân đổ bộ chiếm đóng đá An Nhơn . Ngày 10-3-1978, Hải quân Nhân dân Việt Nam phái tàu vận tải có vũ trang HQ-617 ra giữ đảo An Bang. Ngày 11-3-1978, một tàu chiến của Malaysia định đưa một nhóm người lên đảo An Bang nhưng phải dừng lại vì bộ đội Việt Nam đã có mặt tại đó. Tàu chiến Malaysia chĩa nòng pháo uy hiếp rồi bỏ đi.. Ngày 15-3-1978, Bộ Tư lệnh Hải quân Việt Nam phái tàu HQ-679 của Hải đoàn 128 đưa một phân đội của Lữ đoàn 146 cùng một số cán bộ của Bộ Tham mưu Quân chủng Hải quân đổ bộ lên bảo vệ đảo Sinh Tồn Đông (tên cũ là đảo đá Grierson).
Ngày 30-3-1978, Tàu vận tải HQ-680 thuộc Lữ đoàn 128 vận chuyển một phân đội của Lữ đoàn 146 do Đại úy Vũ Xuân Hòa chỉ huy ra phòng thủ đảo Hòn Sập. Ngày 7-5-1978, đảo này được đổi tên thành đảo Phan Vinh, tên một Anh hùng lực lượng vũ trang của Hải quân Nhân dân Việt Nam. Ngày 4-4-1978, Bộ Tư lệnh Quân chủng Hải quân Việt Nam tiếp tục phái tàu HQ-681 thuộc Lữ đoàn 125 đưa 19 cán bộ, chiến sĩ của Lữ đoàn 146 do Tham mưu trưởng Trung đoàn Nguyễn Trung Cang chỉ huy ra củng cố phòng ngự đảo Trường Sa Đông. Cũng trong tháng 4-1978, Bộ Tư lệnh Quân chủng Hải quân điều động tàu đổ bộ HQ-501 (chiến lợi phẩm) đưa 1 phân đội của Lữ đoàn 146 do đồng chí Kỳ phụ trách ra đóng giữ. Do điều kiện vật chất chưa đảm bảo, đến tháng 5-1978, phân đội được rút về đất liền.
Trong tháng 11-1978, Malaysia cho tàu chiến bao vây, uy hiếp các chiến sĩ Hải quân Việt Nam đóng giữ đảo An Bang trong thời gian 11 ngày liền nhưng không thể bức rút các lực lượng Việt Nam. Cuối cùng, các tàu chiến Malaysia phải rút lui. Tập thể cán bộ, chiến sĩ đảo An Bang và Đảo trưởng, Thượng úy Đào Minh Thu được tặng thưởng Huân chương Chiến công.
Trong năm 1978, Hải quân Nhân dân Việt Nam đã đóng giữ thêm 4 đảo ở quần đảo Trường Sa, nâng số lượng kiểm soát thực thể địa lý lên 9 điểm đảo. Philippines chiếm thêm 1 điểm đảo.

### Giai đoạn 1979 - 1987
Trong các năm từ 1979 đến 1982, tình hình tranh chấp thực địa trên quần đảo Trường Sa tương đối yên tĩnh nhưng các cuộc đấu tranh ngoại giao khá căng thẳng. Ngày 21-12-1979, Malaysia cho xuất bản một bản đồ vẽ ranh giới lãnh hải của Malaysia lấn vào khoảng 4,4 km² vùng biển phía Nam của quần đảo Trường Sa, trong đó có các đảo An Bang, Thuyền Chài do Quân đội Nhân dân Việt Nam đang đóng giữ và đảo Công Đo do Philippines đang chiếm giữ. Ngày 29-4-1980, Bộ Ngoại giao Việt Nam gửi công hàm cho Malaysia phản đối việc làm này và ngày 8-5-1980, nhân chuyến đi thăm và hội đàm với Ngoại trưởng Malaysia, Bộ trưởng Ngoại giao Việt Nam Nguyễn Cơ Thạch đã khẳng định đảo An Bang là của Việt Nam.
Cũng trong tháng 5-1980, Trung Quốc thành lập Binh chủng Hải quân đánh bộ (PLANMC) trực thuộc Quân chủng Hải quân Trung Quốc với Lữ đoàn lính thủy đánh bộ số 1 được thành lập. Sở chỉ huy Hạm đội Nam Hải của Trung Quốc được chuyển từ Quảng Châu xuống Trạm Giang. Các máy bay ném bom tầm xa H-6 của Trung Quốc bắt đầu các chuyến bay tuần tra trên quần đảo Trường Sa.
Năm 1982, Malaysia đã làm cho tình hình tranh chấp trên thực địa phía Nam Biển Đông căng thẳng trở lại. Malaysia cho dựng cột mốc, dựng cột cờ trên đảo Hoa Lau (Swallow Reef, Malaysia gọi là Terumbu Layang Layang). Tháng 6-1982, đích thân Tổng Tham mưu trưởng quân đội Malaysia là tướng Ta Sri Mohamed Chazali chỉ huy, tổ chức một cuộc hành quân chiếm đóng đảo Hoa Lau ở phía Đông Nam đảo An Bang 60 hải lý. Hành động này của Malaysia nhằm yêu sách chủ quyền trên một vùng biển rộng 150 hải lý vuông tính từ đảo Hoa Lau trở về vùng biển Malaysia, đồng thời đặt một vị trí để tranh chấp một phần quần đảo Trường Sa. Tướng Ta Sri Mohamed Chazali tuyên bố “bảo đảm chắc chắn rằng các vùng ngoài biển của chúng ta được an toàn”. Malaysia đã cho công binh đào một con kênh qua bãi san hô vào sát đảo dài 1.800 mét, rộng 300 mét cho tàu thuyền vào trú đậu an toàn, xây dựng thành một điểm tựa quân sự có sân bay. Phía Việt Nam đã gửi công hàm phản đối hành động này.
Từ tháng 12-1986 đến tháng 1-1987, Malaysia liên tiếp cho hai Trung đội lính Đặc nhiệm Hải quân (PASKAL) ra chiếm đống Đá Kỳ Vân (Mariveles Reef, Malaysia gọi là Terumbu Mantanani) và Bãi Kiêu Ngựa (Ardasier Reef, Malaysia gọi là Terumbu Mantanani và Terumbu Ubi). Philippines đẩy mạnh việc vận chuyển xây dựng công trình trên các đảo của họ đóng giữ là đảo Song Tử Đông và bãi cạn An Nhơn (Lamkiam Cay)
Bước sang năm 1987, tình hình tranh chấp chủ quyền ở Trường Sa căng thẳng trở lại. Trung Quốc cho máy bay và tàu chiến tăng cường trinh sát từ đảo Song Tử Tây đến Bãi Thuyền Chài. Malaysia cho 2 tàu khu trục hoạt động cách đảo An Bang từ 7 đến 10 hải lý, mở luồng và khởi công xây dựng cầu tàu ở đảo đá Hoa Lau. Bộ Tư lệnh Quân chủng Hải quân Nhân dân Việt Nam chủ trương sử dụng 1 đại đội hải quân đánh bộ gồm 3 trung đội di chuyển trên 3 phao bè, được trang bị vũ khí hỏa lực mạnh, sẵn sàng đóng giữ Thuyền Chài. Bộ Chỉ huy Vùng 4 Hải quân cũng tổ chức 1 phân đội công binh - công trình để xây dựng kết hợp với neo giữ phao bè tại bãi Thuyền Chài, nghiên cứu luồng lạch, vị trí, phương hướng đưa phao bè vào vị trí đóng giữ đảo. Một lực lượng dự bị gồm 1 phân đội chiến đấu của Lữ đoàn 146 và 1 phân đội của đảo Trường Sa được đặt trong tình trạng sẵn sàng cơ động chi viện cho lực lượng ở bãi Thuyền Chài khi cần thiết.
Từ ngày 5-1-1987, tàu HQ-674 của Hải đội 413 (Vùng 4) tiến hành cảnh giới quan sát đảo Thuyền Chài, tàu vận tải HQ-961 (Lữ đoàn 125) và tàu HQ-674 (Hải đội 413) đã kéo và vận chuyển các phao bè vào vị trí. Tàu vận tải có vũ trang HQ-614 cũng được điều động đến bãi Thuyền Chài. Các tàu chiến của Hạm đội cơ động 171 (Lữ đoàn 171) sẵn sàng chi viện khi có chiến sự xảy ra. Sở Chỉ huy phía trước ở đảo Nam Yết, khi xảy ra chiến đấu hoặc căng thẳng, cần thiết chuyển về Trường Sa để đảm bảo chỉ huy kịp thời, liên tục. Tháng 2-1987, tàu HQ-613 ra thay cho HQ-614 về căn cứ. 2 cán bộ chỉ huy của Vùng 4 ra thay thế cho các chỉ huy Lê Văn Thư và và Cao Ánh Đăng về đất liền, báo cáo tình hình với Bộ Tư lệnh Hải quân. Sáng ngày 5-3-1987, các chiến sĩ Hải quân Việt Nam treo cờ đỏ sao vàng lên ca bin của phao bè, khẳng định chủ quyền của Việt Nam. Thuyền Chài là đảo chìm đầu tiên được Việt Nam đóng giữ tại quần đảo Trường Sa. Từ tháng 3 đến tháng 5-1987, Trung đoàn 83 Công binh Hải quân hoàn thành việc xây dựng ở đảo Thuyền Chài và một số công trình khác trên đảo trong khi máy bay trinh sát quân sự của Philippines liên tục bay lượn trên đầu.
Giữa năm 1987, tình hình ở Biển Đông tiếp tục gia tăng căng thẳng. Tháng 2-1987, Hải quân Trung Quốc tổ chức tập trận lớn ở khu vực Hoàng Sa, có sự tham gia của các lực lượng tàu nổi, tàu ngầm, không quân và Lữ đoàn Hải quân đánh bộ số 1 mới thành lập. Các máy bay quân sự tầm xa của Trung Quốc tăng cường các chuyến bay tuần tra trinh sát vào sâu vùng đặc quyền kinh tế của Việt Nam. Lính thủy Trung Quốc giả dạng dân đánh cá để tiếp cận các vị trí đóng quân của Hải quân Việt Nam trên các điểm đảo ở Trường Sa. Từ 15-5 đến 6-6-1987, Hải quân Trung Quốc lại tổ chức một cuộc diễn tập lớn ở phía nam Biển Đông. Trong các tháng 10 và 11-1987, Trung Quốc đưa tàu Hải Dương 4 là tàu trinh sát đội lót tàu nghiên cứu khoa học và một số tàu chiến đi qua các đảo An Bang, Thuyền Chài, Trường Sa Đông, Trưởng Sa, Song Tử Tây. Có lúc các tàu này vào sát đảo của Việt Nam ở khoảng cách 1 hải lý.
Ngày 6-11-1987, Bộ Quốc phòng Việt Nam chính thức phê chuẩn kế hoạch tác chiến bảo vệ chủ quyền Biển đảo 1987-1990 và ban hành Mệnh lệnh số 1679/ML-QP, giao nhiệm vụ cho Bộ Tư lệnh Quân chủng Hải quân đưa lực lượng ra giữ các bãi cạn, không chờ xin chỉ thị của cấp trên. Trước mắt đưa ngay lực lượng ra đóng giữ các điểm đảo Đá Tây, Chữ Thập, Đá Lớn, Tiên Nữ. Ngày 30-11-1987, Bộ Chính trị Đảng Cộng sản Việt Nam đã ra Nghị quyết 06-NQ/TW về đấu tranh bảo vệ chủ quyền 2 quần đảo Hoàng Sa và Trường Sa.
Thực thi mệnh lệnh của Bộ Chính trị và Bộ Quốc phòng, Bộ Tư lệnh Quân chủng Hải quân ra lệnh chuyển trạng thái sẵn sàng chiến đấu đối với lực lượng bảo vệ các đảo thuộc quần đảo Trường Sa; đồng thời chỉ thị cho Lữ đoàn 125, Lữ đoàn 172, Trung đoàn 83 vào trạng thái sẵn sàng chiến đấu, chuẩn bị lực lượng, phương tiện, sẵn sàng cơ động chiến đấu, ra xây dựng các công trình phòng thủ trên các bãi đá ta mới đóng giữ; điều chuyển một số tàu thuộc các Lữ đoàn 146, 125 đưa bộ đội đến tăng cường lực lượng đóng giữ các đảo thuộc quần đảo Trường Sa. Nhằm xây dựng thế trận phòng thủ trên các đảo và vùng biển phía Nam, Hải quân Việt Nam đã bổ sung thêm phương tiện cho Vùng 4 Hải quân, bảo vệ vị trí neo đậu cho tàu thuyền tại khu vực giàn khoan. Duy trì hàng ngày cặp tàu chiến trực canh để bảo vệ khu vực khai thác, bảo vệ an toàn cho công tác thăm dò và khai thác dầu khí. Hoạt động tuần tiễu ở khu vực giàn khoan của lực lượng Hải quân lúc cao nhất có 6 tàu của Hạm đội cơ động 171 (Lữ đoàn 171) và Hải đoàn 129. Một số tàu đánh cá nước ngoài đến hoạt động trái phép ở khu vực thềm lục địa hoặc tàu lạ xuất hiện đều bị Hải quân Việt Nam ngăn chặn xua đuổi, bảo vệ an toàn cho các hoạt động thăm dò, khai thác tài nguyên thiên nhiên trong các vùng biển và thềm lục địa của Việt Nam.
Từ tháng 11-1987, Đô đốc Giáp Văn Cương, Tư lệnh Hải quân Việt Nam ra lệnh cho Lữ đoàn 146 đang bảo vệ các đảo ở quần đảo Trường Sa nâng cấp sẵn sàng chiến đấu từ thường xuyên lên tăng cường nhưng cần tránh âm mưu khiêu khích của đối phương. Bộ Tư lệnh Hải quân Việt Nam chủ trương tăng cường phòng thủ quần đảo Trường Sa và điều lực lượng chốt giữ thêm một số đảo xung quanh các đảo đã đóng giữ, để tạo nên sức mạnh của một cụm đảo. Ngày 2-12-1987, tàu HQ-604 của Lữ đoàn 125 đưa các lực lượng hải quân đánh bộ và công binh cùng vật liệu đến xây nhà cấp 3 ở đảo Đá Tây. Cuối tháng 11-1987, khu nhà ở và nhà trực canh đã hoàn thành. Đơn vị chốt giữ Đá Tây lập tức tổ chức canh gác, bảo vệ đảo.

### Giai đoạn 1988 - 1989
Bước sang năm 1988, tình hình khu vực quần đảo Trường Sa căng thẳng tột độ. Ngày 9-1-1988, Đảng ủy Quân chủng Hải quân Nhân dân Việt Nam nhận định rằng Trung Quốc sẽ tiến hành các hoạt động quân sự nhằm xâm lấn chủ quyền biển đảo của Việt Nam. Thậm chí, Trung Quốc sẽ chiếm một số bãi san hô nổi hoặc chìm, tạo thế cài răng lược với các đảo mà Việt Nam đang đóng giữ. Các nước khác cũng nhảy vào tranh chấp thêm các đảo kể cả khi có xung đột. Malaysia có thể chiếm đóng một số đảo nằm giữa đá Kỳ Vân và bãi Reagan. Cuộc tranh chấp các đảo đang trở thành nguy cơ trực tiếp đe dọa Việt Nam và các nước trong khu vực. Ở Vịnh Bắc Bộ, Trung Quốc có thể triển khai thêm khu vực khai thác dầu khí, sử dụng không quân và hải quân bảo vệ gây tình hình căng thẳng ở khu vực này. Ở Vịnh Thái Lan, Hải quân Mỹ thường xuyên qua lại có thể hỗ trợ cho hải quân Thái Lan mở rộng hoạt động, gây mất ổn định, uy hiếp chủ quyền vùng biển, hải đảo của Việt Nam ở phía Nam.

#### Sự kiện đá Chữ Thập
Quân chủng Hải quân nhân dân Việt Nam chủ trương đưa quân ra đóng giữ các đảo Tiên Nữ, Đá Lớn, Đá Tây và Chữ Thập nhưng phía Trung Quốc đã đi trước một bước. Ngày 22-1-1988, hải quân Trung Quốc đưa 1 tàu hộ vệ tên lửa, 1 tàu khu trục, 1 tàu đổ bộ, 1 tàu chở dầu và một số tàu hậu cần bảo đảm tiến xuống phía Nam. Ngày 26-1-1988, Trung Quốc chiếm đóng Đá Chữ Thập (Fiery Cross Reef). Sau đó, Trung Quốc đưa ngay một lực lượng lớn gồm 2 tàu hộ vệ tên lửa, 2 khu trục tên lửa, 4 tàu bảo đảm đậu xung quanh đảo, khống chế không cho tàu thuyền các nước qua lại khu vực đảo này. Trong tháng 2-1988, hải quân đánh bộ và công binh Trung Quốc đã xây dựng những công trình phòng thủ ban đầu trên đá Chữ Thập.
Mãi đến ngày 27-1-1988, biên đội tàu HQ-611 và tàu HQ-712, Lữ đoàn trưởng Lữ đoàn 146 Nguyễn Công Phán làm biên đội trưởng, Phó Tham mưu trưởng Vùng 4 Hải quân Nguyễn Thế Dân làm biên đội phó, chỉ huy 1 đại đội công binh và 2 khung đảo của Lữ đoàn 146 mới lên đường đến đóng giữ đảo Chữ Thập. Ngày 29-1-1988, tàu HQ-611 bị hỏng máy phải dừng lại sửa chữa. Quân chủng phái tàu HQ-07 ra ứng cứu. Phó Tham mưu trưởng Nguyễn Thế Dân chuyển sang tàu HQ-07 thuộc Lữ đoàn 171 đi làm nhiệm vụ bảo vệ đảo Đá Lớn. Lữ đoàn trưởng Công Phán ở lại đảm nhận phụ trách sửa chữa tàu và tiếp tục chỉ huy biên đội tiến về phía đảo Chữ Thập.
Sáng 30-1-1988, khi tàu HQ-712 di chuyển cách đảo 5 hải lý thì 4 tàu chiến của Trung Quốc gồm 2 tàu hộ vệ tên lửa và 2 tàu pháo ra ngăn cản, có lúc chỉ cách 300m, không cho tàu Việt Nam tiếp cận đảo. Lữ đoàn trưởng Công Phán phải cho biên đội quay về Trường Sa Đông, không thực hiện được việc đóng giữ đảo Chữ Thập như kế hoạch đề ra. Ngày 31-1-1988, Trung Quốc đưa thêm lực lượng củng cố đảo Chữ Thập thành căn cứ để khống chế Hải quân Việt Nam ở khu vực Trường Sa.
Việc Trung Quốc đánh chiếm đảo Chữ Thập là nhằm tạo ra một "đầu cầu" quân sự nằm trong một mưu đồ lớn để cướp đảo ở Trường Sa. Hải quân Trung Quốc đã tổ chức ba cụm tác chiến lớn nhằm triển khai chiến dịch chiếm đoạt quần đảo Trường Sa. Cụm hậu phương lấy Hoàng Sa làm Sở chỉ huy thường trực có các tàu pháo, tàu hộ vệ tên lửa, tàu khu trục tên lửa, các tàu ngầm và tàu hộ tống nhằm ngăn cản, uy hiếp lực lượng Hải quân Việt Nam đang hoạt động ở vịnh Bắc Bộ, gây khó khăn cho cho Việt Nam trong việc triển khai hoạt động bảo vệ vùng biển phía Nam để rảnh tay thực hiện các hoạt động chiếm đảo. Cụm tiền phương 1 có nhiệm vụ ngăn chặn lực lượng Hải quân Việt Nam ở Đông bán đảo Cam Ranh, Cù Lao Thu. Cụm tiền phương 2 khống chế hải quân Việt Nam ở khu vực Trường Sa, nếu có thời cơ phát triển lực lượng sâu xuống khu vực phía Nam. Sở chỉ huy hai cụm tiền phương đóng ở đảo Chữ Thập.

#### Hải quân Việt Nam chốt giữ thêm 5 đảo/đá
Ngày 4-2-1988, trong bối cảnh Trung Quốc gia tăng tàu chiến xuống khu vực giữa và nam Biển Đông. Thường vụ Đảng ủy Quân chủng Hải quân Nhân dân Việt Nam đã họp và đề ra các nhiệm vụ cấp bách bảo vệ chủ quyền ở quần đảo Trường Sa. Hội nghị nhận định: phía Trung Quốc đã cho quân đóng trên đảo Chữ Thập. Họ có thể mở rộng phạm vi chiếm đóng sang các đảo Châu Viên, Đá Đông, Đá Nam, Tốc Tan và tạo thế da báo. Do đó, Hải quân Việt Nam phải nhanh chóng đưa lực lượng ra đóng giữ Đá Lát, Đá Lớn và Châu Viên. Quân chủng Hải quân Nhân dân Việt Nam đã thành lập Sở chỉ huy tiền phương của chiến dịch đặt tại Cam Ranh. Chính phủ Việt Nam cũng phát động các phong trào "Cả nước hướng về Trường Sa", "Ủng hộ, chi viện Trường Sa và vì Trường Sa".
Ngày 5-2-1988, một biên đội gồm các tàu HQ-611 và HQ-712 đang neo đậu ở đảo Trường Sa Đông đã xuất phát đến đóng giữ đảo Đá Lớn. Ngày 6-2-1988, Hải quan Việt Nam chiếm giữ đảo Đá lớn. Ngày 13-2-1988, Lữ đoàn 125 cho tàu HQ-505 kéo theo tàu đổ bộ LCU-556 cùng một trung đội công binh làm nhà cao chân đóng giữ đảo Đá Lớn. Trong khi tàu Việt Nam đang tiến về phía đảo thì 1 tàu khu trục và 2 tàu hộ vệ tên lửa của Trung Quốc cũng tiến về Đá Lớn. Khi cách Đá Lớn khoảng 4 hải lý, tàu Trung Quốc thả thủy lôi ngăn cản, uy hiếp tàu Việt Nam. Ban chỉ huy tàu HQ-505 nhận định rằng Trung Quốc chưa biết ý đồ của Việt Nam đưa lực lượng ra đóng giữ đảo, việc thị uy của Trung Quốc không liên quan đến hành trình và tiếp tục cho tàu chạy theo hướng đã định. Ngày 15-2-1988, tàu HQ-505 đã đưa tàu LCU 556 tiến về phía bắc đảo Đá lớn và đóng chốt thành công ở đây nhằm bảo vệ các đơn vị đang xây dựng các công trình thể hiện chủ quyền của Việt Nam và công trình phục vụ ăn, ở sinh hoạt cho lực lượng bảo vệ đảo.
Cuối tháng 1 và đầu tháng 2-1988, các tàu quét mìn HQ-851 và HQ-852 của Lữ đoàn 161 đang được sửa chữa, bảo dưỡng định kỳ ở nhà máy đóng tàu Ba Son đã nhận được lệnh khẩn cấp về Sở chỉ huy Quân chủng ở Cam Ranh nhận nhiệm vụ. Ngày 3-2-1988, tàu HQ-851 rời nhà máy đi làm nhiệm vụ ở Trường Sa. Ngày 6-2-1988, tàu HQ-851 cập cảng Cam Ranh nhận lệnh trực tiếp từ Tư lệnh Quân chủng giao nhiệm vụ đi chốt giữ đảo Đá Đông. Ngày 8-2-1988 tàu HQ-851 xuất phát đi làm nhiệm vụ. Ngày 10-2-1988, tàu HQ-851 đến đảo Trường Sa Lớn và neo đậu tại đây một đêm. Sáng 11-2-1988, HQ-851 nhổ neo đi đảo Trường Sa Đông. Sau khi làm việc với chỉ huy đảo, thuyền trưởng HQ-951 cho tàu tiếp tục hành trình đến đảo chìm Đá Đông. Đến đảo Đá Đông, các sĩ quan, chiến sĩ tàu HQ-851 đã tiến hành khảo sát đo độ sâu, xác định các khu vực neo đậu và chốt trực bảo vệ đảo Đá Đông. Ngày 15-2-1988 (tức ngày 29 tết âm lịch), Sở chỉ huy Quân chủng điều động tàu vận tải HQ-614 của Vùng 4 Hải quân tới đảo Đá Đông, kết hợp với tàu HQ-851 lập thành biên đội do Sở chỉ huy tiền phương của Vùng 4 đang đặt ở tàu 614 trực tiếp chỉ huy. Sở chỉ huy tiền phương của Vùng 4 gồm Đại tá, chỉ huy trưởng Vùng Lê Văn Thư, Trung tá, Phó tham mưu trưởng vùng Nguyễn Văn Dân và Trung tá, Phó chủ nhiệm chính trị Vùng Lê Xuân Bạ có nhiệm vụ chỉ huy bộ đội vừa làm nhiệm vụ trực bảo vệ đảo, biên đội vừa triển khai cho bộ đội ở hai tàu ăn Tết Nguyên đán tại đảo Đá Đông.
Ngày 18-2-1988, các tàu HQ-851 và HQ-614 nhận lệnh đến chốt giữ, bảo vệ đảo Châu Viên. Lúc 12 giờ ngày 18-2-1988, khi biên đội tới đảo, tàu HQ-614 đã hạ xuồng chở 7 cán bộ, chiến sĩ lên đảo cắm cờ Việt Nam. Trong nước biển cường, bộ đội thay nhau xuống đảo giữ cờ. Do sóng to, nước lớn tàu HQ-851 bị rê neo trôi dần ra xa không thể chốt giữ được. Chỉ huy biên đội quyết định đưa tàu về đảo Đá Đông. 23 giờ ngày 18-2-1988, HQ-851 và HQ-614 nhận được điện hỏa tốc của Sở chỉ huy Quân chủng ra lệnh cho tàu quay trở lại đá Châu Viên và bằng mọi giá phải ủi tàu vào bãi, không cần chờ lệnh tiếp. 1 giờ sáng 19-2-1988, HQ-851 và HQ-614 nhổ neo quay lại đá Châu Viên và đến nơi lúc 5 giờ. Thấy tàu HQ-851 chuẩn bị ủi bãi, 3 tàu chiến của Trung Quốc lập tức lao đến cắt mũi, ngăn chặn. Tổ lái tàu HQ-851 tiếp tục điều khiển tàu tiến lên tìm cách tiếp cận đảo. Tàu Trung Quốc tiếp tục kèm sát và mở bạt, quay mũi súng chĩa thẳng về đài chỉ huy tàu Việt Nam đe dọa.
12 giờ ngày 19-2-1988, Sở chỉ huy Quân chủng điện cho tàu HQ-851 tiếp tục ủi bãi. HQ-851 và tàu chiến Trung Quốc giằng co quanh đảo Châu Viên. Với ưu thế hơn hẳn, 3 tàu lớn của Trung Quốc áp sát, cản trở, đâm va, tàu HQ-851 không thể ủi bãi để đưa tàu và người lên đảo. Sau một ngày quần thảo, đến 16 giờ ngày 19-2-1988, tàu HQ-851 bị hỏng 1 máy chính và 2 máy phụ. Sở chỉ huy tiền phương Vùng 4 Hải quân nhận định rằng đảo Đá Đông có vị trí cũng rất quan trọng, gần đảo Trường Sa Đông hơn đảo Châu Viên. Nếu HQ-851 cứ giằng co với tàu Trung Quốc ở Châu Viên cũng không thể đưa quân lên đảo mà có thể bị Trung Quốc đánh úp phía sau và để mất cả đảo Đá Đông. Chỉ huy vùng Lê Văn Thư quyết định cho hai tàu quay trở lại đóng giữ đảo Đá Đông trong lúc Trung Quốc đang tập trung lực lượng ở Châu Viên. 19 giờ ngày 19-2-1988, các tàu HQ-851, HQ-614 đã quay trở lại giữ đảo Đá Đông.
Ngày 20-2-1988, Hải quân Việt Nam triển khai xong các lực lượng phòng thủ ở đảo Đá Lát. Cùng ngày, tàu vận tải HQ-556 tiến vào chốt giữ phía Nam đảo Đá Lớn. Ngày 27-2-1988, tàu kéo Đại Lãnh của Công ty trục vớt cứu hộ Sài Gòn kéo theo tàu HQ-582 (tàu đổ bộ kiểu LCU) và phao bè Đ02 xuất phát từ Thành phố Hồ Chí Minh ra quần đảo Trường Sa. Ngày 1-3-1988, phao bè Đ02 được thả neo tại phía Bắc đảo Đá Lớn. Ngày 2-3-1988, Hải quân Việt Nam hoàn thành việc đóng giữ và triển khai phòng thủ tại đảo Đá Lớn.

#### Xung đột quân sự ở tam giác Cô Lin - Len Đao - Gạc Ma
Ngày 21-2-1988, Tư lệnh quân chủng Hải quân Nhân dân Việt Nam ra lệnh cho Vùng III Hải quân chuyển trạng thái sẵn sàng chiến đấu từ thường xuyên lên tăng cường. Lữ đoàn 162 và Hải đội tàu tên lửa 131 của Lữ đoàn 172 của Vùng I vào tăng cường cho Vùng III từ tháng 1-1988 chuyển trạng thái từ sẵn sàng chiến đấu thường xuyên lên sẵn sàng chiến đấu cao. Các lực lượng tàu phóng lôi, tàu tên lùa, tàu quét mìn nhanh chóng thực hiện các biện pháp chuyển vào trạng thái sẵn sàng chiến đấu theo mệnh lệnh của Bộ Tư lệnh quân chủng. Các trạm radar đối hải chuyển từ hoạt động quan sát thường xuyên sang quan sát tăng cường. Các hoạt động bảo đảm kỹ thuật, hậu cần cho sẵn sàng chiến đấu được đều được nâng cấp.
Các tàu chiến đều được bổ sung đủ định mức cơ bản về đạn dược, lương thực, thực phẩm và nhiên liệu. Với sự trợ giúp của các chuyên gia Liên Xô, Xưởng 50 đã nhanh chóng khắc phục, sửa chữa những hư hỏng của các tàu chiến và chuẩn bị vũ khí chiến đấu. Tổng cộng có 4 tàu tên lửa kiểu 205E lớp Osa II gồm HQ-358, HQ-359, HQ-360 và HQ-A61; 4 tàu phóng lôi kiểu 206ME lớp Turya gồm HQ-331, HQ-333, HQ-334, HQ-335; 2 tàu quét mìn 1265E và 1258E (HQ-861 và HQ-816), 2 tàu cá HQ-669, HQ-670 và 2 tàu đổ bộ LCU 455, 458, sẵn sàng làm nhiệm vụ theo mệnh lệnh của Quân chủng. Các trạm vũ khí 63, 67 chuẩn bị xong 11 quả ngư lôi trong đó có 4 quả nạp dầu T1 và 14 quả tên lửa chờ lệnh nạp nhiên liệu lỏng.
Ngày 26-2-1988, Hải quân Trung Quốc chiếm thêm đá Ga Ven. Cùng ngày, Hải quân Nhân dân Việt Nam đóng giữ đá Tiên Nữ. Ngày 27-2-1988, Hải quân Việt Nam tiếp tục đóng giữ đá Tốc Tan. Ngày 2-3, Hải quân Việt Nam tổ chức đóng giữ đá Núi Le, bước đầu tạo thế đứng chân trên các khu vực quan trọng thuộc quần đảo Trường Sa, ngăn chặn Trung Quốc mở rộng phạm vi lấn chiếm. Tổng cọng, đến tháng 3-1988, Hải quân Nhân dân Việt Nam đã triển khai xây dựng cơ bản thế trận phòng thủ trên các đảo Đá Lát, Đá Đông, Tốc Tan, Tiên Nữ và Đá Lớn, đưa tổng số thực thể địa lý mà Việt Nam đóng giữ ở quần đảo Trường Sa lên 16; trong đó có 9 đảo nổi và 7 đảo chìm.
Đầu tháng 3-1988, Hải quân Trung Quốc huy động lực lượng xuống khu vực quần đảo Trường Sa, nâng số lượng tàu hoạt động thường xuyên tại khu vực trung tâm quần đảo Trường Sa từ 9 lên 12 tàu chiến, gồm 1 tàu khu trục tên lửa, 7 tàu hộ vệ tên lửa, 2 tàu hộ vệ pháo, 2 tàu đổ bộ. Ngoài ra còn có 3 tàu vận tải LSM chở nhiên liệu, đạn dược, lương thực, 1 tàu đo đạc, 1 tàu kéo và 1 phao bè lớn nhàm vào khu vực tam giác Gạc Ma-Cô Lin-Len Đao.
Bộ tư lệnh Quân chủng Hải quân Nhân dân Việt Nam nhận định Trung Quốc có ý đồ chiếm thêm một số bãi cạn xung quanh cụm đảo Sinh Tồn, Nam Yết và phía Đông kinh tuyến 115. Mặc dù điều kiện phương tiện, trang bị của Hải quân Nhân dân Việt Nam tại khu vực vùng IV chỉ gồm các tàu cũ, chủ yếu là tàu vận tải, sức chở hạn chế, hỏa lực yếu nhưng Bộ Tư lệnh Quân chủng vẫn hạ quyết tâm đóng giữ cụm tam giác Gạc Ma-Cô Lin-Len Đao trước khi các tàu chiến của Trung Quốc kéo đến đây.
Hồi 19 h ngày 11-3-1988, tàu vận tải HQ-604 rời cảng Cam Ranh ra đảo Gạc Ma. Ngày 12-3-1988, tàu HQ-605 từ đảo Đá Đông di chuyển đến đóng giữ đảo Len Đao. 5 h sáng ngày 14-3-1988, HQ-605 đến Len Đao và đổ quân, cắm cờ Việt Nam trên đảo. 9 h ngày 13-3, tàu HQ-604 đến Gạc Ma. Cùng thời điểm này, tàu đổ bộ HQ-505 từ đảo Đá Lớn đã cơ động đến đảo Cô Lin. Phối thuộc 2 tàu này có hai trung đội công binh gồm 70 người thuộc Trung đoàn công binh 83, 2 tiểu đội chiến đấu gồm 22 người thuộc Lữ đoàn 146 và 4 cán bộ 4 quan trắc,đo đạc của Đoàn đo đạc và biên vẽ bản đồ thuộc Bộ Tổng tham mưu.
30 phút sau khi các tàu Việt Nam đến thả neo tại cụm đảo/đá Gạc Ma - Cô Lin - Len Đao, một tàu hộ tống và 2 tàu vận tải có vũ trang của Hải quân Trung Quốc cũng từ bãi Hughes cơ động đến khu vực này, chạy vòng tròn vây quanh 2 tàu của Việt Nam và dùng loa yêu cầu các tàu Việt Nam rời đi. 21 h ngày 13-3-1988, Bộ Tư lệnh Hải quân Việt Nam lệnh cho các tàu HQ-604 và HQ-505 nhanh chóng đổ quân, đóng giữ Cô Lin và Gạc Ma, cắm cờ xác định chủ quyền, triển khai 4 tổ chiến đấu bảo vệ lực lượng công binh của Trung đoàn 83 vận chuyển vật liệu lên xây dựng trên đảo.
Rạng sáng ngày 14-3-1988, Hải quân Trung Quốc điều thêm 2 tàu hộ vệ trang bị pháo 100 mm tăng cường cho các tàu đã đến trước đó và tiếp tục uy hiếp đòi các tàu của Việt Nam phải rời đi. Tuy nhiên, các tàu HQ-505 và HQ-604 của Việt Nam vẫn kiên trì bám trụ. 7 h sáng ngày 14-3-1988, các tàu chiến của Trung Quốc triển khai đội hình tấn công các tàu HQ-505 và HQ-604 của Việt Nam.